# Solidarity Trial
Wikipédia ne donne pas de conseils médicaux ou sanitaires. Cet article est susceptible de contenir des informations obsolètes ou inexactes. Seul un professionnel de la santé est apte à vous fournir un avis médical, et seules les autorités sanitaires de votre pays sont compétentes pour donner des consignes de santé publique relatives à la pandémie de Covid-19.
Solidarity Trial est un essai clinique international initié en 2020 par l'Organisation mondiale de la santé (OMS) et ses partenaires pour comparer l'effet de divers traitements sur des patients hospitalisés atteints de maladie à coronavirus 2019 (Covid-19). Il a permis de conclure que quatre molécules repositionnées (remdésivir, hydroxychloroquine, lopinavir et interféron) n'avaient pas d'effet significatif notable sur ces patients.   

## Déroulement
L'essai doit étudier l'efficacité des médicaments et des combinaisons de médicaments contre le nouveau coronavirus SARS-CoV-2. Depuis mars 2020, plus de cent pays participent à l'essai, ces pays qui ont confirmé leur participation à l'essai sont l'Argentine, le Bahreïn, le Canada, la France, l'Iran, la Malaisie, la Norvège, l'Afrique du Sud, l'Espagne, la Suisse et la Thaïlande,.  
Les experts de l'OMS ont sélectionné les molécules sur la base de la probabilité qu'elles aient un effet bénéfique, de leur non-toxicité et de leur disponibilité (pour le cas où elles devraient être utilisées pour soigner un grand nombre de personnes). Les médicaments choisis sont le remdésivir, la chloroquine et l'hydroxychloroquine (initialement écartés de l'étude, puis inclus après la médiatisation de ce potentiel traitement dans de nombreux pays),  ainsi que les combinaisons ritonavir/lopinavir (déjà testée et abandonnée dans un autre essai) et ritonavir/lopinavir/interféron bêta. En Europe, l'essai Discovery a un objectif similaire, et teste les mêmes molécules.  
Selon le directeur général de l'OMS, l'objectif de l'essai est de « réduire considérablement le temps nécessaire pour générer des preuves solides sur les médicaments efficaces ». 
Le premier patient à entrer dans l'essai était un Norvégien de l'hôpital universitaire d'Oslo. 
Fin mai, en cours d'essai, le comité directeur annonce que « la partie hydroxychloroquine de l’essai clinique Solidarity [est suspendue] le temps que la question de la sécurité soit examinée. Les autres essais cliniques se poursuivent »,. Cette décision fait suite à la publication dans The Lancet de résultats selon lesquels ce traitement augmente la mortalité des patients,, mais cet article est critiqué puis rétracté, et l'OMS reprend les essais.
Le 17 juin est annoncé l’arrêt du « bras » testant l’hydroxychloroquine.
Le 4 juillet 2020, l'OMS met fin aux essais cliniques l’association lopinavir-ritonavir, avec ou sans interféron bêta,. La décision est prise collégialement avec les responsables de l'essai français Discovery, qui fait de même. 
Le 15 octobre 2020, le rapport intérim de l'essai conclut que le remdésivir, l'hydroxychloroquine, le lopinavir et l'interféron n'ont pas d'effet significatif notable sur les patients hospitalisés pour la Covid-19, que ce soit au niveau de la mortalité, de l'initiation de la ventilation ou de la durée d'hospitalisation,. L’essai continue à enrôler 2 000 patients par mois, et doit évaluer d’autres traitements tels que des anticorps monoclonaux, des immunomodulateurs et des nouveaux antiviraux.